# Бернгард Юльг
Бе́рнгард Юльг (нім. Bernhard Jülg, також Бернгард Юельг (нім. Bernhard Juelg); 20 серпня 1825, Оберкірх (Рінгельбах), Баден — 14 серпня 1886, Інсбрук, Австро-Угорщина) — німецький мовознавець.

## Життєпис
Бернгард Юльг навчався в Берлінському та Гайдельберзькому університетах. У 1851 році був призначений екстраординарним професором класичної філології у Львові, у 1853 році — ординарним професором у Кракові, а з 1863 року обіймав таку ж посаду в Інсбруку.
Особливо великі заслуги він здобув у галузі порівняльного мовознавства та дослідження легенд, де, окрім санскриту, також вивчав східноазійські мови. У 1868 році він першим вказав на мотивні паралелі між монгольським епосом про Гесера та грецькими героїчними легендами.

## Праці
- Нова редакція праці Фатера «Litteratur der Grammatiken, Lexika und Wörterbücher aller Sprachen der Erde» (Література граматик, лексиконів та словників усіх мов світу) (Берлін, 1847)
- Kalmückische Märchen. Die Märchen des Siddhi-Kür oder Erzählungen eines verzauberten Toten. Kalmükischer Text, mit deutscher Übersetzung und einem kalmükisch-deutschen Wörterbuch (Калмицькі казки. Казки Сіддхі-Кюра або Оповіді зачарованого мерця. Калмицький текст, з німецьким перекладом та калмицько-німецьким словником). Лейпциг. (Лейпциг, 1866)
- Mongolische Märchen-Sammlung. Die neun Märchen des Siddhi-Kür nach der ausführlichen Redaction und die Geschichte des Ardschi-Bordschi Chan. Mongolisch mit deutscher Übersetzung und kritischen Anmerkungen (Збірка монгольських казок. Дев'ять казок Сіддхі-Кюра за детальною редакцією та історія Арджі-Борджі-хана. Монгольською мовою з німецьким перекладом та критичними примітками). Інсбрук. [перевидано Дармштадт, 1973]
- Über Wesen und Aufgabe der Sprachwissenschaft (Про суть та завдання мовознавства) (Інсбрук, 1868)
- Die griechische Heldensage im Widerschein bei den Mongolen (Грецька героїчна легенда у відображенні у монголів) (Лейпциг, 1869)
- On the present state of Mongolian researches (Про сучасний стан монгольських досліджень) (Лондон, 1882)